# Công Quán, Đài Bắc

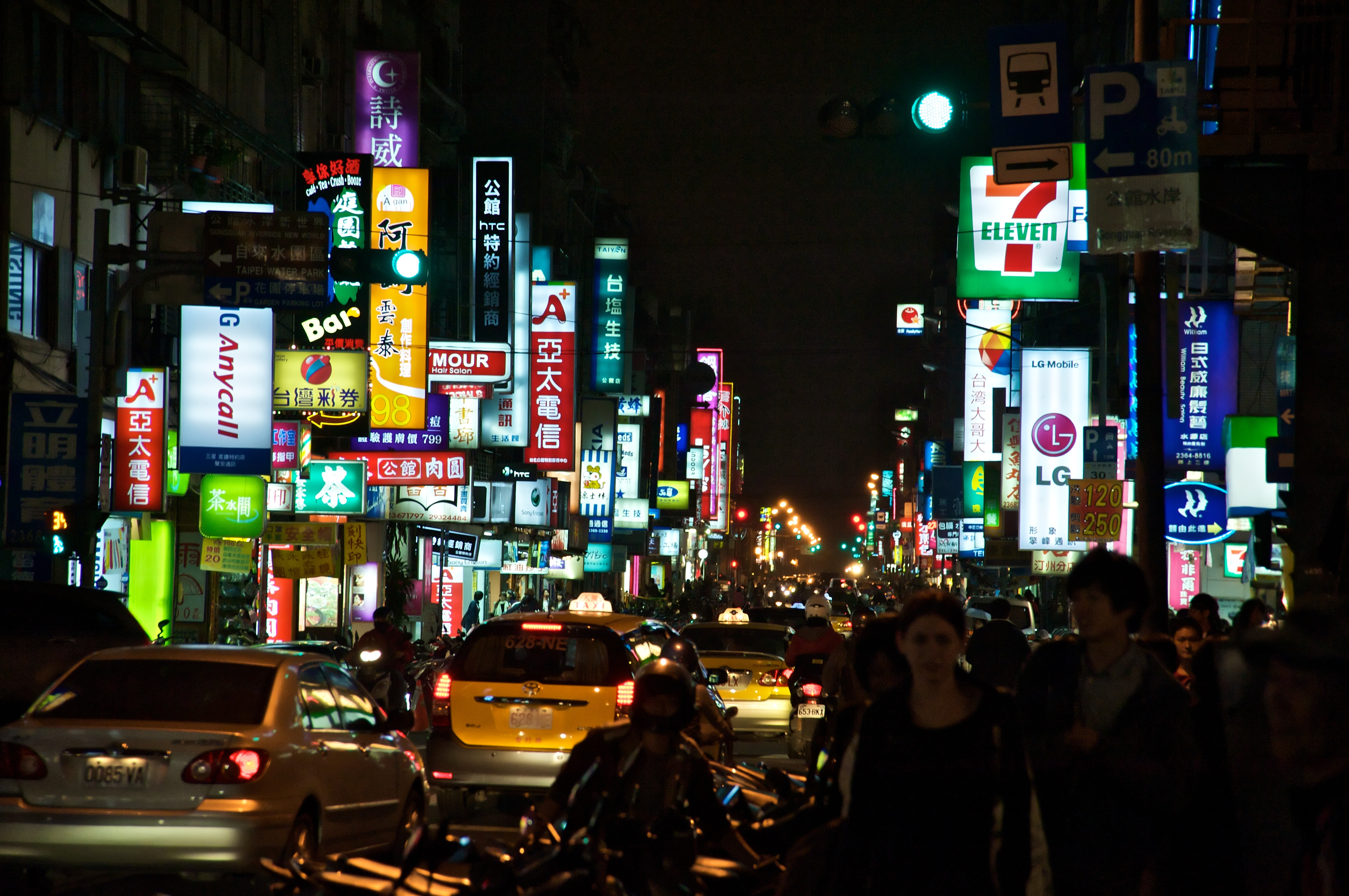
Cảnh đêm ở Công Quán

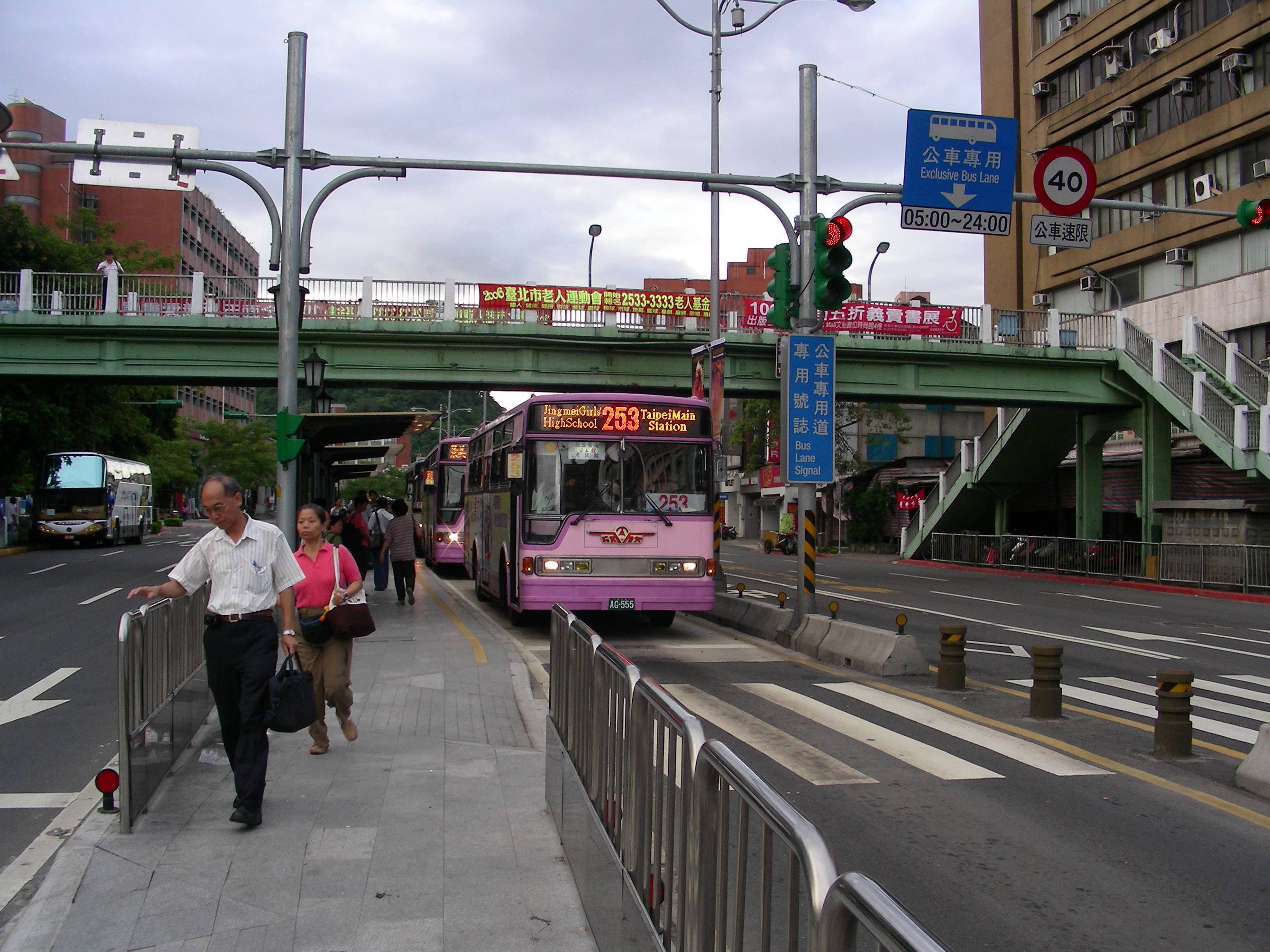
Đường Roosevelt là trục lộ chính xuyên qua khu Công Quán.

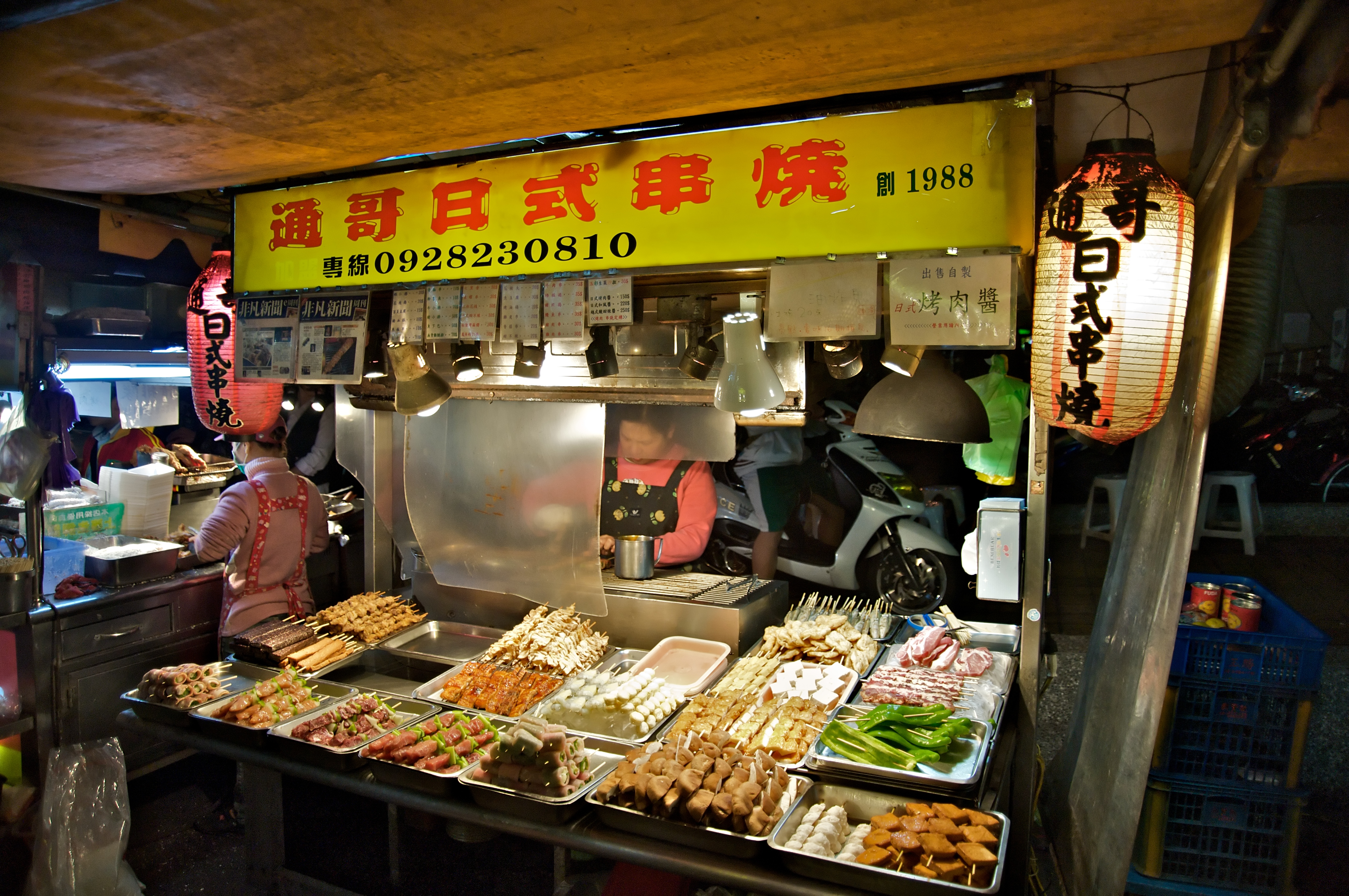
Một hàng ăn đường phố bán yakitori

Công Quán (tiếng Trung: 公館; bính âm: Gōngguǎn; Bạch thoại tự: Kong-koán) là một khu thương mại trải dài từ quận Trung Chính sang quận Đại An của đô thành Đài Bắc, Đài Loan. Đây là một khu vực mua sắm và giải trí phổ biến với người Đài Loan, có chợ đêm cùng tên và cũng là nơi đặt ga MRT Công Quán thuộc hệ thống đường sắt đô thị Đài Bắc. Ở gần khu Công Quán là nhiều trường đại học danh tiếng của Đài Loan, như Đại học quốc lập Đài Loan, Đại học quốc lập Khoa học và Công nghệ Đài Loan, Đại học quốc lập Sư phạm Đài Loan, cũng như Viện Hán ngữ Quốc tế. Trước đây, Công Quán là nơi đặt Trạm Không lưu Đài Bắc thuộc Đơn vị Không lưu 327 Không lực Hoa Kỳ, vốn đã đóng cửa vào ngày 7 tháng 1 năm 1976 khi Hoa Kỳ rút quân khỏi Đài Loan. Công Quán cũng là nơi đặt trụ sở cũ của nhà máy nước Đài Bắc, hiện nay đã trở thành Viện bảo tàng Nước uống.
Tên gọi "Công Quán" bắt nguồn từ thời Khang Hi của nhà Thanh. Khi đó những vị quan lại do triều đình cử sang đã thiết lập nhiều khu nhà công cộng (tiếng Trung gọi là "công quán") để thuận tiện cho việc giao thương giữa người Hán sang Đài Loan định cư và các thương nhân bản địa của hòn đảo.